# 宰里宰爾
36°44′N 7°54′E / 36.733°N 7.900°E
宰里宰爾（阿拉伯语：‎），是阿爾及利亞的城鎮，位於該國東北部塔里夫省，由貝斯貝斯區負責管轄，面積29平方公里，海拔高度1米，2008年人口11,064，人口密度每平方公里378人。